# Deepti Naval
Deepti Naval (3 de febrero de 1952) es una actriz, directora y escritora estadounidense nacida en la India, su mayor contribución ha sido en el cine hindi.

## Biografía
Deepti Naval nació el 3 de febrero de 1952  en Amritsar, East Punjab, India, Aunque posteriormente, fijó su residencia en la ciudad de Nueva York cuando su padre comenzó a impartir clases como docente en la Universidad de la Ciudad de Nueva York. Estudió Bellas Artes en Hunter College. Naval estuvo casada con el cineasta Prakash Jha y los dos tienen una hija adoptiva, Disha Jha. Su nacionalidad es estadounidense.

## Su etapa como actriz
Naval debutó en 1978 con la película Junoon de Shyam Benegal. En 1980, interpretó un papel principal en Ek Baar Phir. A menudo sus papeles los hizo con Farooq Sheikh que se convirtieron en una pareja icónica en la pantalla de principios de la década de 1980, Su última película juntos fue Listen. . . Amaya que se lanzó en 2013, el año en que murió Shaikh. 
Aunque su carrera fue muy prolífica en la década de 1980, se desaceleró en la década de 1990 cuando otras formas de arte. Regresó en la década de 2000 con dramas sociales como Bawandar y Firaaq, y ganó premios a la Mejor Actriz en varios festivales internacionales de cine por sus papeles en Leela (2002), Memories in March (2010) y Listen. . . Amaya (2013). También fue reconocida como la Homenaje de 2007 del Festival de Cine Indio de Los Ángeles.
Principalmente presente en el cine hindi, Naval también actuó en otros idiomas indios, como con Marhi Da Deeva y Mane, que respectivamente ganaron el premio a la Mejor Película en Punjabi y a la Mejor Película en Kannada en la ceremonia de los Premios Nacionales de Cine de 1990. Iba a hacer su debut en una película bengalí bajo la dirección de Sanjoy Nag, pero la película, Memories in March, finalmente se rodó en inglés.
Deepti Naval ha estado activa en la televisión con algunos telefilmes, series y telenovelas. Hizo su debut en el teatro en 2015 con el espectáculo poético Ek Mulaqaat en el que interpretó a la célebre escritora punjabí Amrita Pritam.
En 2019, Naval apareció en un episodio de Made in Heaven, una serie web en Amazon Prime dirigida por Zoya Akhtar .
Naval hizo su debut como directora con Do Paise Ki Dhoop, Chaar Aane Ki Baarish, película que ganó el Premio al Mejor Guion en el Festival de Cine Indio de Nueva York de 2009 estrenada en Netflix en 2019. También escribió y dirigió Thoda Sa Aasmaan, una serie de televisión con protagonismo mayoritario femenino, además, produjo un programa de viajes, The Path Less Traveled .

## Otros trabajos
En su faceta litaria ha publicado los poemarios Lamha-Lamha (1983) y Black Wind and Other Poems (2004); la colección de cuentos The Mad Tibetan: Stories from Then and Now (2011) y su libro de memorias A Country Called Childhood: A Memoir (2022).
Deepti Naval también es pintora y fotógrafa y escritora con varias exposiciones en su haber. Entre sus trabajos como pintora se encuentra la controvertida Monja Embarazada.  Deepti Naval trabaja activamente para crear conciencia sobre los enfermos mentales y dirige la fundación benéfica Vinod Pandit Charitable Trust dedicada a la educación de las niñas.

## Premios
- 1988, Premios de la Asociación de Periodistas de Cine de Bengala, Mejor Actriz de Reparto, Mirch Masala
- 2003, Premio a la Mejor Actriz de Reparto en el Festival de Cine de Karachi
- 2012, Premio a la Mejor Actriz en el Imagine India Film Festival (España)
- 2013, Premio a la Mejor Actriz en el Festival de Cine Indio de Nueva York

## Filmografía

### Películas
| Año  | Título                         | Personaje                            |
| ---- | ------------------------------ | ------------------------------------ |
| 1978 | Junoon                         | Rashid's wife                        |
| 1979 | Jallian Wala Bagh              |                                      |
| 1980 | Hum Paanch                     | Lajiya                               |
| 1980 | Ek Baar Phir                   | Kalpana Kumar                        |
| 1981 | Chashme Buddoor                | Neha Rajan                           |
| 1981 | Chirutha                       |                                      |
| 1982 | Angoor                         | Tanu                                 |
| 1982 | Saath Saath                    | Geetanjali Gupta 'Geeta'             |
| 1982 | Shriman Shrimati               | Veena                                |
| 1983 | Rang Birangi                   | Anita Sood                           |
| 1983 | Ek Baar Chale Aao              | Gulab D. Dayal                       |
| 1983 | Katha                          | Sandhya Sabnis                       |
| 1983 | Kissi Se Na Kehna              | Dr. Ramola Sharma                    |
| 1984 | Mohan Joshi Hazir Ho!          |                                      |
| 1984 | Kanoon Kya Karega              | Mrs. Anju Gautam Mehra               |
| 1984 | Kamla                          | Kamla                                |
| 1984 | Hip Hip Hurray                 |                                      |
| 1984 | Yeh Ishq Nahin Aasaan          | Sahira H. Khan/Sahira S. Salim       |
| 1984 | Wanted: Dead or Alive          | Angela                               |
| 1984 | Andhi Gali                     |                                      |
| 1985 | Damul                          |                                      |
| 1985 | Faasle                         | Sheetal                              |
| 1985 | Telephone                      |                                      |
| 1985 | Holi                           | Professor Sehgal                     |
| 1985 | Ankahee                        | Indu Agnihotri                       |
| 1985 | Aurat Pair Ki Juti Nahin Hai   |                                      |
| 1986 | Aashiana                       |                                      |
| 1986 | Begaana                        | Asha Mathur/Asha V. Kumar            |
| 1986 | Nasihat                        |                                      |
| 1987 | Meraa Suhaag                   |                                      |
| 1987 | Mirch Masala                   | Saraswati, Mukhiya's wife            |
| 1988 | Abhishapt                      |                                      |
| 1988 | Shoorveer                      | Nanda (Shankar's Wife)               |
| 1988 | Main Zinda Hoon                | Bina Tiwari                          |
| 1989 | Didi                           | Didi                                 |
| 1989 | Marhi Da Deeva                 | Bhan Kaur/Bhani                      |
| 1989 | Jism Ka Rishta                 |                                      |
| 1990 | Ghar Ho To Aisa                | Sharda V. Kumar                      |
| 1991 | Mane                           | Geeta                                |
| 1991 | Ek Ghar                        |                                      |
| 1991 | Saudagar                       | Aarti                                |
| 1992 | Current                        | Sita                                 |
| 1992 | Yalgaar                        | Sunita (Deepak's wife)               |
| 1994 | Bollywood                      |                                      |
| 1994 | Mr. Azaad                      | Rajlaxmi                             |
| 1995 | Dushmani: A Violent Love Story | Rama Oberoi                          |
| 1995 | Jai Vikraanta                  | Harnam's Wife                        |
| 1995 | Guddu                          | Kavita Bahadur                       |
| 1996 | Sautela Bhai                   | Saraswati                            |
| 1998 | Aie Sangharsha                 |                                      |
| 1999 | Kabhi Pass Kabhi Fail          |                                      |
| 2000 | Bawandar                       | Shobha Devi                          |
| 2002 | Leela                          | Chaitali                             |
| 2002 | Shakti: The Power              | Shekhar's mother                     |
| 2003 | Freaky Chakra                  | Ms. Thomas                           |
| 2004 | Anahat                         | Mahattarika                          |
| 2006 | Yatra                          | Smita D. Joglekar/Sharda             |
| 2008 | Firaaq                         | Arati                                |
| 2011 | Tell Me O Kkhuda               | Mrs. R. Kapoor                       |
| 2010 | Memories in March              | Arati S. Mishra                      |
| 2011 | Trapped in Tradition: Rivaaz   | Paro                                 |
| 2011 | Zindagi Na Milegi Dobara       | Rahila Qureshi                       |
| 2011 | Bhindi Baazaar Inc.            | Bano                                 |
| 2013 | Mahabharat                     | Kunti                                |
| 2013 | B.A. Pass                      | Mrs. Suhasini                        |
| 2013 | Aurangzeb                      | Mrs. Ravikant Phogat                 |
| 2013 | Inkaar                         | Mrs. Kamdhar                         |
| 2013 | Listen... Amaya                | Leela                                |
| 2014 | Yaariyan                       | Girls hostel warden                  |
| 2014 | Bang Bang!                     | Jai and Viren's mother (Shikka Nanda |
| 2015 | NH10                           | Ammaji                               |
| 2015 | Heartless                      | Mother of the protagonist            |
| 2015 | Tevar                          | Pintoo's mother                      |
| 2016 | Lion                           | Saroj Sood                           |

### Televisión
| Año       | Espectáculo                      | Personaje              |
| --------- | -------------------------------- | ---------------------- |
| 1985      | Apna Jahan                       | Shanti A. Sahani       |
| 1991-1992 | Kahkashán                        |                        |
| 1992      | Sauda                            |                        |
| 1994      | Tanaav                           | Sra. Malik             |
| 2003-2004 | Muqamal                          | Sumeesha               |
| 2011      | Mukti Bandhan                    | Parimeeta              |
| 2016      | Meri Awaaz Hola Pehchaan Hai     | Kalyani Gaikwad        |
| 2017      | El chico del moño                | Madre de Sathnam       |
| 2019      | Hecho en el cielo                | Gayatri Mathur         |
| 2020      | Pawan y Pooja                    | Pooja Kalra            |
| 2020      | Justicia penal: a puerta cerrada | Vijaya 'Vijji' Chandra |